# Kockelkorn & Vaaßen

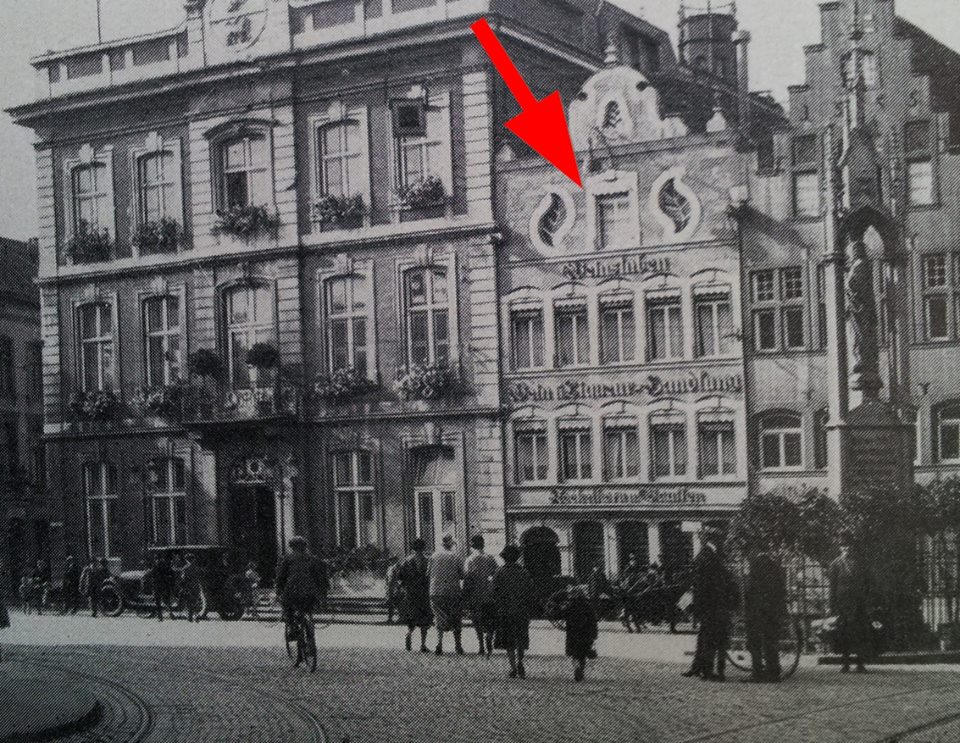
Das Haus auf dem Marktplatz 2

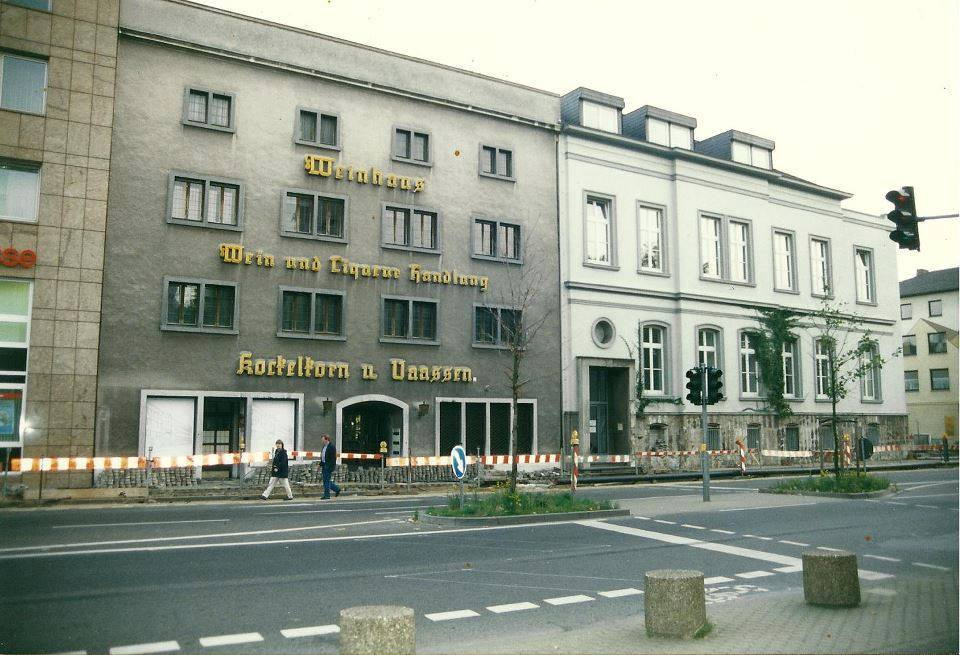
Das Nachkriegshaus Schenkelstr. 16

Das Weinhaus Kockelkorn & Vaaßen war eine Weinkellerei und Weinstube in Düren, Nordrhein-Westfalen. Die Adresse war Marktplatz 2.
Das Patrizierhaus aus dem Jahr 1499, was von 1499 bis 1800 nur von Patriziern bewohnt wurde, trug den Namen „Der Goldene Stern“ und wurde später im Volksmund liebevoll „Kapellchen“ genannt. Der älteste Einwohner des Hauses ist aus dem Jahre 1499 Wilhelm von Meißheim, vermählt mit Katharina von Marcken, bezeugt. Dieses Haus wurde ausnahmslos jahrhundertelang nur durch wohlhabende Bürger bewohnt und stets in weiblicher Linie weiter vererbt.
Im Jahre 1807 eröffnete Johann Peter Kockelkorn im Hause Stern seine Weinwirtschaft.
Johann Peter Kockelkorn wurde in Klinkheide, Pannesheide (nördlich von Aachen, heute Herzogenrath), geboren. Seine Eltern waren Matthias Joseph Kockelkorn und Anna Maria Goebbels, beide verstorben in Eilendorf. Johann Peter Kockelkorn war zweimal verheiratet. Die Einkünfte aus dem Weinlokal mögen anfangs sehr gering gewesen sein; deshalb suchte Peter Kockelkorn einen Nebenerwerb. So ist er 1810 als Geometer und 1816 als Postdirektor erwähnt. Johann Peter Kockelkorn verstarb im Alter von 69 Jahren am 30. November 1856 in Düren.
Nach dem Tode von J.P. Kockelkorn vererbte sich das Haus erneut in weiblicher Linie weiter. Seine Tochter Sophia Kockelkorn heiratete am 30. April 1860 den Premier-Lieutenant Johann Adam Vaaßen. Durch dieser Ehe entstammt die gebräuchliche Firmenbezeichnung Kockelkorn & Vaaßen. Bereits nach zwei Jahren verstarb Joh. Adam Vaaßen und der Witwe oblag allein der Fortbestand des Geschäftes. Nach dem Tod von Sophie Vaaßen geb. Kockelkorn am 27. Juli 1890 waren ebenfalls keine männlichen Erben vorhanden, um die Weinwirtschaft fortzuführen. Sie ging am 7. November 1891 an ihre Schwester Josephine Kockelkorn über. Josephine Kockelkorn übergab ihr Anwesen 1895 auf zehn Jahre dem Peter Zisch, der bereits 1900 das Haus käuflich erworben hatte. Peter Zisch starb am 11. März 1909 im Alter von 49 Jahren; Nachfolger bis 1915 war Josef Zisch. Die Witwe von Peter Zisch, Louise geb. Finger, leitete das Unternehmen erfolgreich weiter. Am 13. Oktober 1922 heiratete Peter Papst die Tochter des Hauses, Marianne Zisch, und übernahm die Geschäftsleitung. 1924 ließ Peter Papst das Haus im hinteren Bereich des Hauses unterkellern und gewann dadurch Lagerräume zur Steigerung seiner Weinvorräte. Er ließ 1932 aus Anlass des 125-jährigen Bestehens von „Kockelkorn & Vaaßen“ die Fassade neu beschriften und die alten Fenster durch Altdeutsche-Fensterverglasung ersetzen. Das alte Patrizierhaus am Marktplatz 2 aus dem Jahre 1499 wurde beim Luftangriff auf Düren am 16. November 1944 völlig zerstört.

## Der Neuanfang
Die erste Verkaufsstelle von „Kockelkorn & Vaaßen“ nach dem Krieg 1944 fand im Hause August-Klotz-Straße Nr. 2 statt. Ein Jahr später am 3. Dezember 1949 wurde durch Peter Papst die neue Geschäftsstelle in der Schenkelstraße 16 eröffnet. Ab dem 27. Mai 1966 wurde auch das Haus Ecke Marktplatz Nr.1/Weierstraße durch den Hauseigentümer Josef Papst zeitweise als Verkaufsstelle genutzt. Nach dem Tode von Josef Papst am 4. Januar 1990 wurde die Firma „Kockelkorn & Vaaßen“ endgültig geschlossen und das Haus am Marktplatz 1 ging an Benno Papst und am 1. Januar 1991 an Walter Papst über. Das Haus am Marktplatz 1 wurde 1991 an die damalige Städtische Sparkasse Düren verkauft. Nach zwei Jahren des Umbaues des Hauses erfolgte Mai 1993 die Eröffnung eines "Kockelkorn-Bistros" durch die Pächterin Trudi Boldin aus Düren. Das Haus in der Schenkelstraße 16 ging später an Ingrid Lummer geb. Papst in Erbfolge über, die das Haus später an die Kreissparkasse Düren verkaufte. Dieses Gebäude wurde für den Bau des City-Karrees am 20. Januar 1996 abgebrochen.